# Javorinka
Javorinka (szlovákul: Javorinka) Galánta városrésze, egykor önálló község Szlovákiában, a Nagyszombati kerület Galántai járásában. A csehszlovák hatóságok által elsőként létrehozott szlovák telepes falu a Felvidéken.

## Fekvése
Galántától 3 km-re délnyugatra, Taksonyfalva község szomszédságában, a Sárd-patak mentén fekszik.

## Története
A települést Csehszlovákia szláv nemzetállami törekvéseinek keretén belül alapították 1921. október 1-jén, kezdőlépéseként azoknak az intézkedéseknek, amelyek a felvidéki magyarság összefüggő tömbjét hivatott megbontani. Lakosai tizenkét trencsénteplic környéki faluból települtek át önkéntesen, összesen 44 szlovák család. Az új település elnevezése Štefánikovo lett Milan Rastislav Štefánik tiszteletére. A betelepülők részére több mint 500 hektár földterületet utaltak ki. Lakóházaik és gazdasági épületeik felépítése 1924-ben fejeződött be. Iskoláját 1928-ban a Szlovák Liga építtette. A településen megszervezték a Sedliacke jazdy (magyarul Paraszti Lovasság)  félkatonai védelmi szervezetet is, amelynek célja  „a magyar iredenta, revíziós törekvések megakadályozása” volt. Önkéntes tűzoltó szervezetét 1924-ben alapították. Közigazgatásilag kezdetben Taksony községhez tartozott, önállósodási törekvéseik hatására azonban 1938. január 1-jétől önálló község. 
Az első bécsi döntés következtében a község 1938 novemberétől Magyarországhoz tartozott. A korabeli magyar jogszabályok értelmében lakosai megtarthatták szlovák állampolgárságukat és vagyonukat is. Szlovák állampolgárként ezenkívül mentesültek a hadkötelezettség alól is, nem kellett a magyar hadseregbe bevonulniuk. Szlovák iskolájuk a háború idején is működött 1944 szeptemberéig. Mindezen számukra kedvező feltételek miatt csupán egyetlen család költözött el a községből. A szovjet Vörös Hadsereg 1945 márciusában foglalta el a térséget, ezután ismét Csehszlovákiához csatolták. 1960-ban közigazgatásilag Galántához csatolták, nevét ekkor változtatták Javorinkára.

## Nevezetességei
- Köztemetőjét 1922-ben létesítették.
- A haranglábat 1926-ban emelték.
- A Sárd-patakon átívelő betonhidat 1932-ben építették.
- A Szeplőtelen Szűz tiszteletére szentelt római katolikus temploma 2000-ben épült.
- A település központjában szép park található sportpályákkal és gyermekjátszótérrel.

## Külső hivatkozások
- Galánta város hivatalos oldala
- Javorinka Szlovákia térképén
- Rövid ismertető Archiválva 2007. január 6-i dátummal a Wayback Machine-ben (szlovákul)